# Taryn Suttie
Taryn Suttie (ur. 7 grudnia 1990 w Saskatoon) – kanadyjska lekkoatletka specjalizująca się w pchnięciu kulą.
Siódma zawodniczka mistrzostw panamerykańskich juniorów w Port-of-Spain (2009). Dwa lata później zajęła dziewiąte miejsce na uniwersjadzie w Shenzhen. W 2012 zdobyła brązowy medal młodzieżowych mistrzostw NACAC. Dziesiąta kulomiotka podczas igrzysk panamerykańskich (2015). W następnym roku zadebiutowała na igrzyskach olimpijskich w Rio de Janeiro, gdzie zajęła 28. miejsce w eliminacjach i nie awansowała do finału.
Złota medalistka mistrzostw Kanady.
Rekordy życiowe: stadion – 17,88 (9 kwietnia 2016, Tempe); hala – 17,66 (12 lutego 2016, Findlay).

## Osiągnięcia
| Rok  | Impreza                              | Miejsce        | Lokata            | Wynik |
| ---- | ------------------------------------ | -------------- | ----------------- | ----- |
| 2009 | Mistrzostwa panamerykańskie juniorów | Port-of-Spain  | 7. miejsce        | 14,09 |
| 2011 | Uniwersjada                          | Shenzhen       | 9. miejsce        | 15,30 |
| 2012 | Młodzieżowe mistrzostwa NACAC        | Irapuato       | 3. miejsce        | 16,22 |
| 2015 | Igrzyska panamerykańskie             | Toronto        | 10. miejsce       | 16,80 |
| 2016 | Igrzyska olimpijskie                 | Rio de Janeiro | el. – 28. miejsce | 16,74 |
| 2017 | Mistrzostwa świata                   | Londyn         | el. – 25. miejsce | 16,47 |